# Leuchtfeuerverzeichnis (BSH)
Das Leuchtfeuerverzeichnis enthält alle für die Schifffahrt wichtigen Angaben über Leuchtfeuer deutscher Seegebiete.

## Daten
Das Leuchtfeuerverzeichnis enthält alle Daten über die Leuchtfeuer, auch diejenigen, die aus Platzgründen nicht in der Seekarte dargestellt werden können. Leuchtfeuerverzeichnis und Seekarte werden deshalb immer parallel benutzt.
Für jedes Leuchtfeuer sind folgende Daten aufgeführt:
- internationale Leuchtfeuer-Nummer
- Name und Ort
- Beschreibung des Feuerträgers mit Höhe des Feuerträgers über dem Erdboden
- Position (Koordinaten im System WGS 84; nur gerundeter Wert in Grad und Minuten)
- Kennung (Beschreibung des Lichtscheins)
- Nenn-Tragweite
- Höhe des Leuchtfeuers über Wasser (in der Nordsee bei mittlerem Tidehochwasser)
- Bemerkungen (Zuverlässigkeit, Privatbesitz etc.)

## Datenerfassung und Herausgeber
Für deutsche Gewässer erfassen die Wasserstraßen- und Schifffahrtsämter die Daten. Das deutsche Bundesamt für Seeschifffahrt und Hydrographie gibt sie in zwei Ringbüchern im Format DIN A4 heraus:
| BSH-Nr. | Titel               | Seiten | Erscheinungsjahr | Weblink |
| ------- | ------------------- | ------ | ---------------- | ------- |
| 4001    | Südwestliche Ostsee | 122    | 2024             |         |
| 4003    | Südöstliche Nordsee | 122    | 2024             |         |